# Alpinia manii
Espèce
Classification phylogénétique
Alpinia  manii  est une espèce de plante herbacée vivace du genre Alpinia de la famille des Zingiberaceae, originaire des Îles Andaman-et-Nicobar ainsi que de Birmanie (Myanmar).
A.  manii est mentionné et décrit en 1892 dans l'ouvrage de Joseph Dalton Hooker "The Flora of British India", volume 6, page 253 .
Il s'y réfère à la collection de George King,  directeur en 1871 du "Jardin Botanique de Calcutta" aujourd'hui "Acharya Jagadish Chandra Bose Indian Botanic Garden".
A.  manii est assigné à John Gilbert Baker, conservateur des Jardins botaniques royaux de Kew de 1890 à 1899.

## Synonymes
- Alpinia phoenicea Kamphoevener ex Kurz, (1876)